# 廟口 (畫作)
《廟口》，是臺灣畫家陳澄波約在1936年-1941年期間所完成的油畫作品，該作品內容主要描繪位於彰化市彰化南瑤宮的風貌，原件現屬私人收藏。

## 歷史

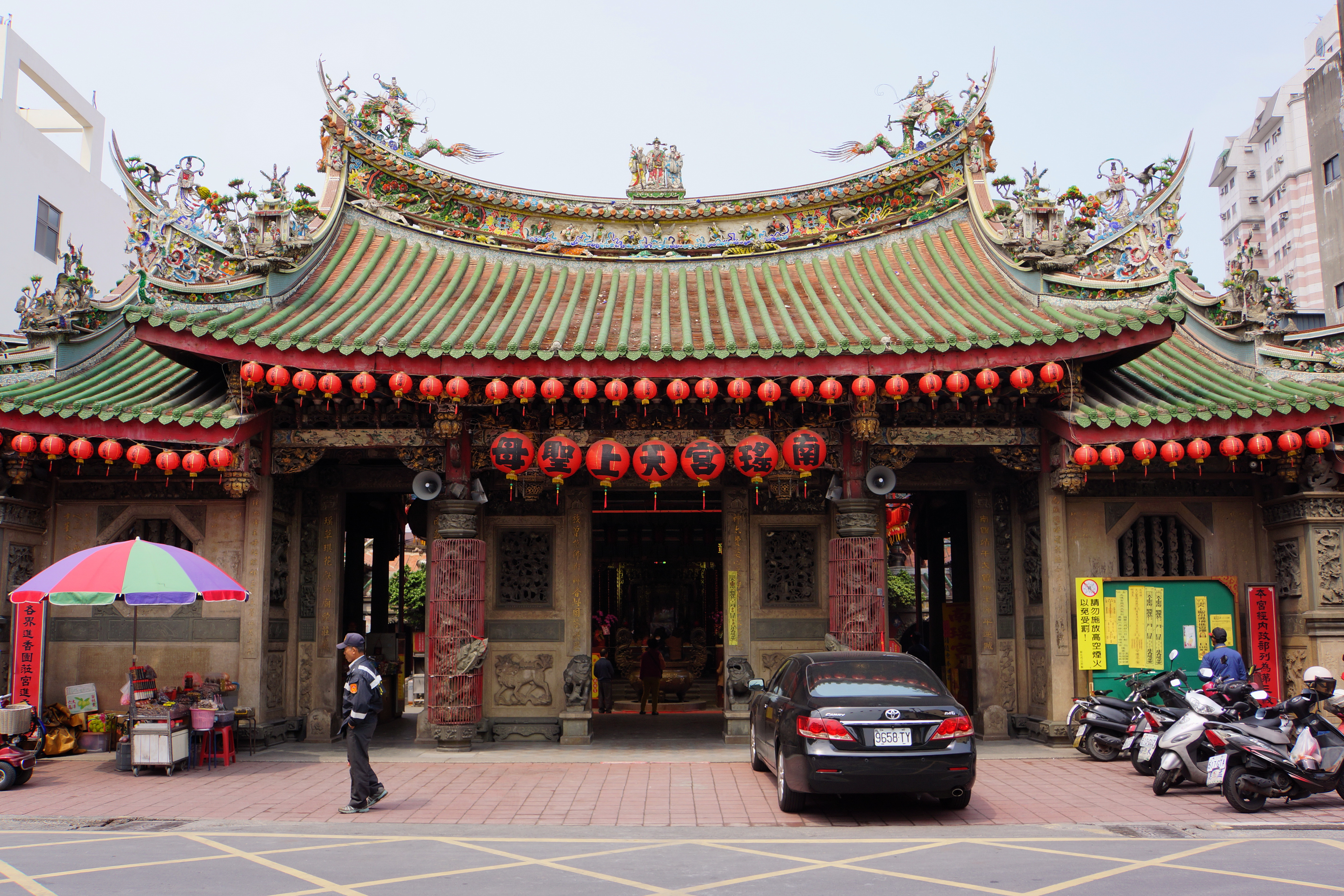
彰化南瑤宮，該畫作所繪製建築。

1933年，陳澄波返回臺灣，與楊三郎、李石樵、顏水龍、李梅樹等8位畫家合組「臺陽美術協會」，並致力於將臺灣各地名勝畫入畫布中，皆是其畫師在穩定成熟階段的重要時期。
1994年，《廟口》於嘉義市立文化中心舉辦之「陳澄波百年紀念展」歷時約半世紀首度展出。後在2014年臺南市政府所舉辦之「澄海波瀾－陳澄波大展」中，《廟口》原件被成功借得，並特別選取納入兩岸巡迴展覽展出。

## 作品內容
《廟口》曾被猜測為描繪位於臺南市之大天后宮經描寫的主題對象經比對後，《廟口》所繪製之建築物為彰化南瑤宮，該作品構圖採正面形式，以透過尖翹飛揚的弧形殿脊，把寺廟建築的宏偉及表現出來。並以簡單色彩和印象形式加以創作符合臺灣鄉土色彩氛圍。其畫右側具有一處石碑，為1936年初夏，由彰化文人吳士茂所撰著之「彰化南瑤宮之由來沿革碑」。

### 相關作品
陳澄波繪有另一幅以彰化南瑤宮為主題之畫作《水邊》，為1939年所繪製，該畫面的南瑤宮座落在池塘旁，並以描繪側面屋頂的山牆、重簷、燕尾與脊飾作為特色，與周圍民宅、近處的翠樹清池相映成一制性景觀，後於同年以《水邊》參與第五回臺陽美術展覽會。
2014年，中央研究院數位文化中心策劃，由中央研究院臺灣史研究所、嘉義市文化局、與財團法人陳澄波文化基金會合作，將《水邊》加以數位化並整理典藏，重新建置網站。

## 外部連結
- 陳澄波 - 尊彩藝術中心 （页面存档备份，存于）
- 財團法人陳澄波文化基金會 （页面存档备份，存于）